# Puig Cubell (Vilanova de Sau)
El Puig Cubell és una muntanya de 1.005 metres que es troba al municipi de Vilanova de Sau, a la comarca d'Osona.